# Charlottehoeve
De Charlottehoeve is een gemeentelijk monument aan de Biltseweg 39 aan de westzijde van Soest. De boerderij met schuren maakt deel uit van landgoed Pijnenburg.

## Geschiedenis
De in Indië rijk geworden Andries de Wilde vestigde zich in 1823 in het buitenhuis Pijnenburg in het gelijknamige buitengebied dat hij flink uitbreidde richting Hilversum, in het Soesterveen en op Laag Hees. Tussen 1830 en 1850 liet hij zes nieuwe boerderijen bouwen. De boerderijen Christoffelhoeve, Gerritshoeve, Lodewijkshoeve en De Kooij (voorheen Andrieshoeve) werden vernoemd naar zijn zoons en daarnaast bouwde hij de boerderijen Bouwlust en Charlottehoeve. De hoeven werden bewoond door pachters van De Wilde.
In 1993 werd de boerderij gekozen tot 'Boerderij van het Jaar' door de Boerderij Stichting Utrecht. Uit grondonderzoek bleek dat er op de grond van de boerderij nooit enige kunstmest of pesticiden zijn gebruikt. Van 2001 tot 2011 was de boerderij in gebruik als ecologische boerderij. Sinds 2011 wordt de boerderij als woonhuis gebruikt.